# Truche
Die Truche (tschechisch Truhla ‚Truhe‘ oder ‚Trog‘) war ein Volumenmaß in böhmischen Bergwerken für Kohlen. Ähnlich war in den sächsischen Bergwerken der Begriff für Truhe oder Truhne, einem viereckigen Kasten. Auch Truche, Druche, Droho, Truhne oder Trohne lässt sich daher ableiten.
Das Kohlenmaß hatte eine Größe von  20 Füllfass. Unter einem Füllfaß wurde  im Bergbau ein Fass von einer bestimmten Größe verstanden,  mit dem die Kohlen in die Kübel gefüllt wurden.
- 1 Truche = 20 Füllfass

Die Truche wurde auch für den Handel mit Porzellanerde (Kaolin) genutzt.
- 1 Truche = 14 Metzen = 56 Viertel = (10 bis) 14 Zentner (lufttrockene Ware)[3]